# شيرلي كلاي
شيرلي كلاي (بالإنجليزية: Shirley Clay)‏ هو عازف جاز أمريكي، ولد في 1902، وتوفي في 7 فبراير 1951.

## وصلات خارجية
- شيرلي كلاي على موقع ميوزك برينز (الإنجليزية)
- شيرلي كلاي على موقع أول ميوزيك (الإنجليزية)
- شيرلي كلاي على موقع ديسكوغز (الإنجليزية)